# The Watcher (série télévisée, 2022)
Pour les articles homonymes, voir The Watcher.
Production
Diffusion
The Watcher est une série télévisée américaine créée par Ryan Murphy et Ian Brennan et diffusée depuis le 13 octobre 2022 sur Netflix.
Il s'agit de l'adaptation d'un fait réel ayant lieu dans une maison du 657 Boulevard à Westfield (New Jersey), provenant d'un article The Cut de Reeves Wiedeman dans le magazine New York,.

## Synopsis
La série suit l'histoire vraie d'un couple marié qui, après avoir emménagé dans la maison de leurs rêves dans le New Jersey, est harcelé par des lettres signées par un harceleur nommé The Watcher (le veilleur).

## Distribution

### Acteurs principaux
- Naomi Watts (VF : Hélène Bizot) : Nora Brannock
- Bobby Cannavale (VF : David Krüger) : Dean Brannock
- Mia Farrow (VF : Béatrice Delfe) : Pearl Winslow
- Noma Dumezweni (VF : Isabelle Leprince) : Theodora Birch
- Joe Mantello (VF : Olivier Chauvel) : William « Bill » Webster / John Graff
- Richard Kind (VF : Thierry Murzeau) : Mitch
- Terry Kinney (VF : Guillaume Bourboulon) : Jasper Winslow
- Luke David Blumm (VF : Alicia Hava) : Carter Brannock
- Isabel Gravitt (VF : Mélissa Berard) : Ellie Brannock
- Henry Hunter Hall (VF : Arthur Khong) : Dakota
- Margo Martindale (VF : Marie-Martine) : Maureen
- Jennifer Coolidge (VF : Martine Irzenski) : Karen Calhoun

### Acteurs secondaires
- Seth Gabel (VF : Sacha Petronijevic) : Andrew Pierce
- Christopher McDonald (VF : Jean-François Vlérick) : l'inspecteur Rourke Chamberland
- Michael Nouri (VF : Jean-Pierre Leroux) : Roger Kaplan
- Matthew Del Negro (VF : Laurent Maurel) : Darren Dunn

 Source et légende : version française (VF) sur RS Doublage et le carton de doublage français.

## Production
Le 7 novembre 2022, la série est renouvelée pour une deuxième saison.
Celle-ci est finalement annoncée en 2025.

### Tournage
Le tournage a lieu dans l'État de New York, notamment à Rye pour la maison et à Locust Valley pour le motel, ainsi que la ville de New York.

### Fiche technique
Sauf indication contraire, les informations mentionnées dans cette section peuvent être confirmées par la base de données cinématographiques IMDb,  présente dans la section « Liens externes ».
- Titre original : The Watcher
- Création : Ian Brennan et Ryan Murphy
- Casting : Courtney Bright et Nicole Daniels
- Réalisation : Paris Barclay, Jennifer Lynch, Ryan Murphy et Max Winkler
- Scénario : Ian Brennan, Ryan Murphy, Reilly Smith et Todd Kubrak
- Musique : Morgan Kibby et David Klotz
- Direction artistique : Adam Karavatakis et Durell Lefler
- Décors : Matthew Flood Ferguson et Kristi Zea
- Costumes : Rudy Mance et Catherine Crabtree
- Photographie : Maceo Bishop, Jason McCormick et Stanley Fernandez Jr.
- Montage : Travis Weaver
- Production : Lou Eyrich, Todd Kubrak, Kip Myers, Todd Nenninger et Danielle Wang
- Production déléguée : Ian Brennan, Eric Kovtun, Alexis Martin Woodall, Ryan Murphy et Naomi Watts
- Sociétés de production : Ryan Murphy Productions ; Netflix Studios
- Société de distribution : Netflix
- Pays de production :  États-Unis
- Langue originale : anglais
- Nombre de saisons : 1
- Nombre d'épisodes : 7
- Format : couleur
- Genres : drame, énigme, horreur, thriller
- Durée : 44–52 minutes
- Date de première diffusion :
  - Monde : 13 octobre 2022 sur Netflix

## Épisodes

### Première saison (2022)
1. Bienvenue, chers amis (Welcome, Friends)
2. Sacrifice humain (Blood Sacrifice)
3. Sur un air de Wagner (Götterdämmerung)
4. Les murs ont des yeux (Someone to Watch Over Me)
5. Le Rasoir d'Ockham (Occam's Razor)
6. Dans la pénombre (The Gloaming)
7. Fantômes (Haunting)

### Deuxième saison (2024)
Elle est prévue pour 2024.